# Kàiser
Kàiser (Kaiser (alemany), en femení, Kaiserin), derivat, igual com el rus Tsar, del llatí Caesar, és la paraula que, en alemany, significa emperador en qualsevol context i situació; així, el títol de les memòries de Pu Yi Jo vaig ser l'emperador de la Xina en alemany és Ich war Kaiser von China, igual com en un llibre d'història alemany s'hi pot trobar una Liste der byzantinischen Kaiser (Llista d'emperadors romans d'Orient).
Ara bé, en català, igual com en altres llengües, hi ha el costum de fer servir la paraula kàiser per referir-se concretament als emperadors que tingué Alemanya entre 1871 i 1918, és a dir, mentre va estar vigent l'Imperi sorgit del procés d'Unificació alemanya endegat per Otto von Bismarck, el qual fou enderrocat per la Revolució Alemanya de 1918-1919, que va donar origen a la República de Weimar (1919-1933). Així doncs, en català, els kàiser foren:
- Guillem I (1871-1888)
- Frederic III (1888)
- Guillem II (1888-1918)

## L'imperi Alemany
A l'edat mitjana, l'antic títol romà de Cèsar fou concedit a Carlemany l'any 800 quan a Roma el Papa el coronà emperador. Posteriorment, el títol de Cèsar l'usaren també els emperadors del Sacre Imperi Romanogermànic (962-1806), ja que es veien com a hereus i continuadors de l'Imperi Romà.
El 1871, quan diversos principats, ducats, regnes i ciutats lliures quedaren integrades dins de l'Alemanya unificada que havien creat el rei Guillem I de Prússia (1861-1888) i el seu canceller Otto von Bismarck, es va debatre quin títol calia donar a Guillem I com a governant del nou estat, és a dir, de l'imperi Alemany. Al final, va optar-se pel de Deutscher Kaiser ("Emperador Alemany") descartant d'altres opcions com ara Kaiser von Deutschland ("Emperador d'Alemanya"), o Kaiser der Deutschen ("Emperador dels Alemanys"). I és que, de fet, el nou emperador no dominava pas tots els territoris alemanys, ja que Àustria n'havia quedat fora. A més, el rei Lluís II de Baviera va condicionar la seva adhesió a l'imperi Alemany al fet que el títol imperial expressés el rang mínim de superioritat sobre els governants dels territoris alemanys.
L'imperi Alemany constituït el 1871 va tenir una estructura federal, per tant, els anteriors regnes van continuar existint-hi amb els seus respectius reis (de Baviera, de Saxònia, de Württemberg, etc.) els quals admetien l'autoritat de l'emperador alemany que, a més, era rei de Prússia.